# Hydrellia alabamae
Hydrellia alabamae är en tvåvingeart som beskrevs av Deonier 1993. Hydrellia alabamae ingår i släktet Hydrellia och familjen vattenflugor.
Artens utbredningsområde är Alabama. Inga underarter finns listade i Catalogue of Life.